# Lhoist-Gruppe

Logo

Die Lhoist-Gruppe ist der weltgrößte Hersteller von Kalk- und Dolomiterzeugnissen, mit 136 Standorten und Terminals in über 80 Ländern in Europa, Nordamerika, Südamerika und Asien und 3,6 Milliarden € Umsatz.
Lhoist beschäftigt 6.600 Mitarbeiter aus über 70 Nationalitäten. Die Märkte sind nach Umsatz geordnet Stahl (28 %), Rauchgasbehandlung (13 %), Straßen- und Tiefbau (11 %), sowie Wasseraufbereitung, Baustoffe, Landwirtschaft und Zellstoff/Papier.
In Deutschland zählen die Unternehmensgruppe Rheinkalk, Wülfrath sowie LWB Refractories, Hilden, zu Lhoist.

## Beteiligungen

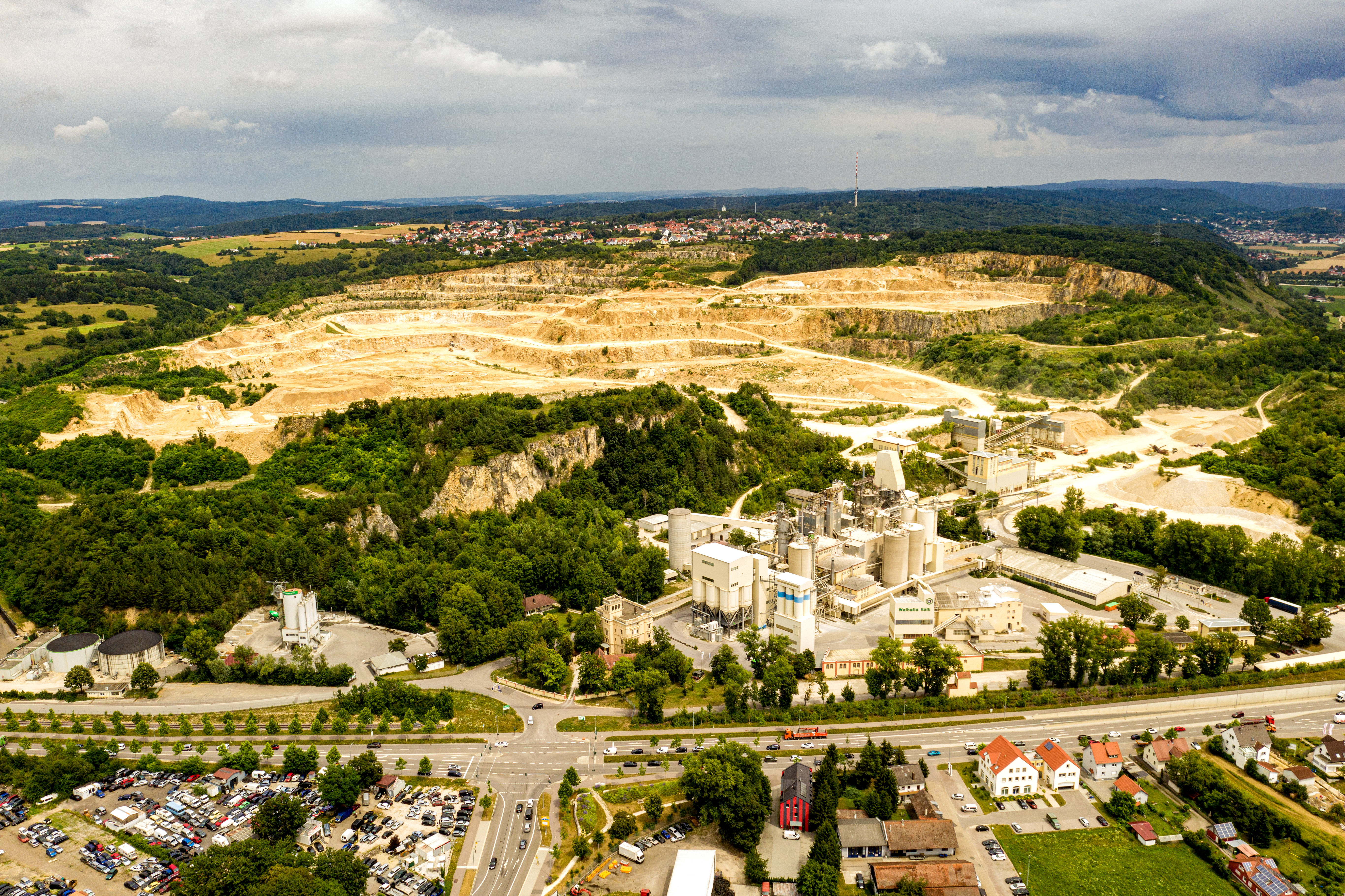
Walhalla-Kalk-Anlage in Regensburg, Juli 2020

Léon Lhoist gründete 1924 die Établissements Léon Lhoist in Jemelle, Belgien, und 1926 die Carrières et Fours à Chaux in Dugny-sur-Meuse, Frankreich.
1981 beteiligte sich Lhoist an Chemical Lime in Texas/USA, übernahm 1992 die Vápenka Čertovy schody in Tschechien. 1993 beteiligte sich das Unternehmen an den Rheinisch-Westfälischen Kalkwerken in Wuppertal-Dornap, baute 1995 ein Werk in Sainte Genevieve, Missouri/USA, erwarb 1996 das Unternehmen Faxe Kalk in Dänemark und die Kalkwerke in Bukowa und Opolwap in Polen, 1997 die Rheinischen Kalksteinwerke in Wülfrath, 2000 die Kalkwerke Hindlow und Hartley in Großbritannien, 2001 Balthazard & Cotte in Frankreich und 2002 die Kalkwerke Goradze, Wojcieszów und Tarnau in Polen. 2015 erwarb Lhoist von der HeidelbergCement AG deren Kalkwerk Istein und die Walhalla Kalk GmbH in Regensburg.

## Rückgang der Produktion
Die Kalkproduktion in Deutschland ist rückläufig. Nach Mitteilung des Bundesverbandes der Deutschen Kalkindustrie sei bereits 2022 mit einem Rückgang von fast 5 % kein gutes Jahr für die Kalkindustrie gewesen. „Im Jahr 2023 fielen einige Sondereffekte wie der verstärkte Einsatz von Kohlestromerzeugung weg. Hinzu kam ein massiver Einbruch im gesamten Bausektor mit Rückgängen von bis zu 90 %. Diese Entwicklungen haben auch am Absatz der Kalkindustrie nicht Halt gemacht, sodass die Kalkproduktion 2023 auf ein historisches Tief seit der Wiedervereinigung von 4,81 Millionen t gesunken ist. Das entspricht einem Minus von 14,8 %. Den stärksten Rückgang verzeichnet das Bausegment mit minus 28,7 % in der Baustoffindustrie und 22,9 % im Baugewerbe“, so Dr. Kai Schaefer, Vorsitzender des Bundesverbandes der Deutschen Kalkindustrie anlässlich der Mitgliederversammlung am 7. Juni 2024 in Würzburg.

## Vision und Kritik
Der Kalkindustrie ist bewusst, dass bei der Umwandlung von Kalkstein in Kalk Kohlendioxidemissionen entstehen, und zwar in erheblichem Umfang: Weit über 50 % der Gesteinsmasse werden bei der Erzeugung von Branntkalk als CO2 in die Atmosphäre freigesetzt. Die Kalkindustrie ist zusammen mit der Zementindustrie für rund 25 Prozent der Industrieemissionen in der EU verantwortlich.
Lhoist sieht sich selbst als Vorreiter der Transformation in der deutschen Wirtschaft (Motto: „Kalk kann Klimaschutz“). Dazu die Vorsitzende der Geschäftsführung, Alexia Spieler: „Die wiederholte Nominierung für den Deutschen Nachhaltigkeitspreis würdigt unsere Anstrengungen und Ziele. Klar wird auch: Wir sind seit jeher auf dem richtigen Weg. Nachhaltigkeit prägt schon seit über 125 Jahren unser Handeln. Diesen Weg setzen wir fokussiert fort“.

### CCS – Netto Null
Lhoist hat in seiner Nachhaltigkeitsvision eine Netto-Null-Strategie festgelegt. Diese setzt auf die hoch umstrittene CO2-Abscheidung und -speicherung (CCS). In Europas größtem Kalkwerk, dem Werk Flandersbach in Wülfrath, soll mit dem Projekt „Everest“ im nächsten Jahrzehnt eine großindustrielle Anlage zur Abscheidung von Kohlendioxid erprobt werden, mit massiver Unterstützung durch die EU.
Auf diesem Wege könnten dort mehr als 1 Mio. Tonnen CO2-Emissionen pro Jahr vermieden werden. Das Werk Flandersbach emittiert pro Jahr allein 1,8 Mio. Tonnen CO2 (s. Emissionen des Kalkwerks Flandersbach). Weltweit werden rund 424 Mio. Tonnen CO2 durch Kalkbrand jährlich in die Atmosphäre abgegeben.

### Greenwashing
Die Vermarktung als „grüner Kalk“ bewerten Kritiker als Greenwashing, da die Freisetzung von Kohlendioxid durch Verbrennung nicht vermieden, sondern freigesetztes CO2 nachträglich unter hohen Prozesskosten abgespalten und versenkt wird (end of pipe). Die Energiebilanz von CCS gilt als katastrophal.
CO2-Vermeidung durch Kalkproduktion nach dem Vorbild der Natur - in Verbindung mit Carbondioxide Removal (CDR), also CO2-Entnahme aus dem Meer - wird in der Lhoist-Vision nicht in Erwägung gezogen. Die Kernprozesse der Kalkverbrennung und Freisetzung von fossilem CO2 werden nicht in Frage gestellt. Die Transformation der Bauwirtschaft mit dem Ziel konsequenter Vermeidung klimaschädlicher Prozesse findet sich in der Vision des Konzerns allenfalls in ersten Ansätzen.